# Ecnomus quordaio
Ecnomus quordaio är en nattsländeart som beskrevs av Malicky 1993. Ecnomus quordaio ingår i släktet Ecnomus och familjen trattnattsländor. Inga underarter finns listade i Catalogue of Life.